# Chicago Tunnel Company

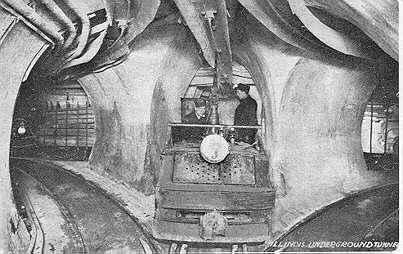
Foto der Tunnel von Chicago vor 1910

Die Chicago Tunnel Company ging 1912 aus der Illinois Tunnel Company hervor, welche ein Frachttunnelnetz unter Downtown Chicago baute. Dieses war Vorbild für den Bau der London Post Office Railway.

## Geschichte

Karte

Der Bau der Tunnel begann 1899. Das vollständige System – beinahe jede Straße der Innenstadt war untertunnelt – wurde 1906 fertiggestellt. Die 1,80 Meter breiten und 2,30 Meter hohen Tunnel waren eigentlich offiziell nur zur Verlegung von Telefonkabeln freigegeben, aber die Illinois Tunnel Company begann insgeheim mit dem Aufbau eines Schienensystems.

### Experimentalphase
Die ersten Erprobungen begannen einige Jahre nach Fertigstellung mit Stromschienenzügen. Anfangs lagen die spannungsführenden Stromschienen im Gleisbett, später wurden dann Oberleitungen verwendet. Die Fracht wurde über Frachtstationen oder direkt aus den Warenhäusern, Büros und Geschäften über Aufzüge in die Tunnel und aus den Tunneln verbracht.

### Betrieb
1912 wurde die Illinois Tunnel Company, Tochter der Illinois Telephone and Telegraph Company, umstrukturiert und in Chicago Tunnel Company umbenannt, sämtliche Telefonkabel wurden aus den Tunneln entfernt. Über die Jahre wurde das Netz auf eine Schienenstrecke von etwa 100 Kilometern ausgebaut, 149 vierrädrige Elektro-Lokomotiven mit mehr als 3.000 Frachtwagen versahen unter Tage ihren Dienst.
Hauptgeschäft war das Transportieren der Kohle für die Heizungen der Innenstadt. Doch Ende der 1940er Jahre begannen LKW dem Tunnelsystem dieses Geschäft streitig zu machen. Zusätzlich stiegen immer mehr Kunden von Kohle auf Erdgas um, so dass das recht aufwendige unterirdische Beförderungssystem der Chicago Tunnel Company mit der Zeit immer unrentabler wurde. Als beinahe einziger Markt verblieb das Abtransportieren der Asche aus der Innenstadt.

### Stilllegung
1956 musste die Chicago Tunnel Company ihre Insolvenz erklären. Das Tunnelsystem wurde aufgegeben und im Sommer 1959 wurden die Zugänge verschlossen. Sämtliche Aufzüge, Oberleitungen, Züge und Frachtkarren wurden entfernt und verschrottet. Nur zwei Lokomotiven blieben erhalten. Eine davon sowie einige Waggons werden im Illinois Railway Museum museal erhalten; die andere steht noch in einem der Tunnel.

### Katastrophe
1991 wurden nahe der Brücke an der Kinzie Street neue Pfosten an den Ufern des Chicago River angebracht, um Kollisionen von Frachtkähnen mit der Brücke zu verhindern. Aufgrund eines Rechenfehlers wurden die Tunnel unter dem Fluss bei den Arbeiten beschädigt.
1992 fiel einem Mitarbeiter einer Kabelgesellschaft auf, dass der Boden der Tunnel in der Nähe des Chicago River ungewöhnlich feucht und schlammig war. Er fand die Stelle, an der das Wasser entlang der Pfosten in die Tunnel einsickerte, und filmte den Schaden. Die offizielle Reaktion war allerdings sehr träge: Es wurden keine sofortigen Notfallmaßnahmen getroffen, und das Geld für die Reparaturen sollte mühselig auf dem Amtsweg beschafft werden. Schließlich wurde ein Auftrag über 7.000 USD vergeben, um die schadhafte Stelle im Tunnel zu reparieren – allerdings zu spät.
Im April 1992 verursachten erneute Arbeiten am Flussbett ein noch größeres Loch in der Tunneldecke und der Fluss ergoss sich in die Tunnel. Das gesamte Tunnelnetz, viele Keller der Gebäude des Banken- und Geschäftsviertels Loop und ein unterirdisches Einkaufszentrum wurden überflutet. Ebenso wurden die zu einem späteren Zeitpunkt installierten Strom- und Telekommunikationskabel schwer beschädigt und es kam zu Kurzschlüssen bzw. zur Abschaltung aus Sicherheitsgründen. Der Unglücksfall führte zu einem tagelangen Strom- und Telekommunikationsausfall in Chicago. Das Chicago Board of Trade und die Chicago Mercantile Exchange mussten ihren Betrieb einstellen, als die Technik in den Kellern der Gebäude durch das vordringende Wasser ausfiel. Da die Frachttunnel auch einmal mit dem U-Bahnsystem verbunden waren und später nur notdürftig zugemauert wurden, begann das Wasser nach einiger Zeit auch in das U-Bahn-Netz zu fließen.
Die Stadt war relativ schnell in der Lage, die Löcher zu verschließen. Dazu wurden drei Tage lang 65 Lastwagenladungen an Geröll und Beton über dem Leck abgeladen. Zusätzlich wurden für die Dauer der Notfallmaßnahmen die stromaufwärtigen Schleusen des Chicago Rivers geschlossen und die stromabwärtigen geöffnet, um so den Wasserstand des Flusses abzusenken. Das Wasser wurde aus Tunneln und Kellern gepumpt und sämtliche Tunnel unterhalb des Flussbettes mit eigenen Abdichtungen versehen. Der Schaden belief sich auf etwa 1,95 Milliarden US-Dollar.
Noch heute werden die Tunnel für die Stromversorgung und die Telekommunikation genutzt.